# آبا، ابیا
آبا، ابیا (به لاتین: Aba, Abia) در نیجریه با جمعیت ۲۷۷٬۳۰۰ نفر است که در اراضی ابیا واقع شده‌است.